# Sandrine Brétigny
Sandrine Marie Brétigny (Le Creusot, 2 luglio 1984) è una calciatrice francese, attaccante del Bastia.
Per gran parte della carriera ha vestito la maglia della maggiore rappresentativa femminile della città di Lione Prima l'FC Lione e poi l'Olympique Lione, con le quali ha riscosso i maggiori risultati sportivi, sei titoli nazionali, quattro Coppe di Francia e due Champions League, e per due volte il titolo di capocannoniere del campionato francese. Vanta inoltre numerose convocazioni con la nazionale francese.

## Palmarès

### Club
- Campionato francese: 6

Olympique Lione: 2006-2007, 2007-2008, 2008-2009, 2009-2010, 2010-2011, 2011-2012
- Coppa di Francia: 4

Olympique Lione: 2002-2003, 2003-2004, 2007-2008, 2011-2012
- Campionato francese di seconda divisione: 1

Olympique Marsiglia: 2015-2016

### Competizioni internazionali
- UEFA Women's Champions League: 2

Olympique Lione: 2010-2011, 2011-2012

### Individuali
- Capocannoniere del campionato francese di calcio femminile: 2

2002-2003 (26 reti), 2006-2007 (42 reti)